# Liste des astronautes ayant orbité autour de la Lune
La liste des astronautes ayant orbité autour de la Lune recense les vingt-quatre astronautes, tous américains, qui ont orbité autour de la Lune dans le cadre du programme Apollo.

## Particularités
Parmi eux, trois ont participé à deux vols Apollo et orbité deux fois autour de la Lune :
- James Lovell a fait une première mission en restant en orbite lunaire dans le module de commande (Apollo 8) et une seconde qui a dû être interrompue (Apollo 13) ;
- John Young a fait une première mission en restant en orbite lunaire dans le module de commande (Apollo 10) et une seconde où il a marché sur la Lune (Apollo 16) ;
- Eugene Cernan a fait une première mission menant le LM à 15 km de la surface lunaire (Apollo 10), et une seconde mission en se posant (Apollo 17, dernière mission lunaire).

Sur ces vingt-quatre astronautes, douze d'entre eux ont aussi marché sur la Lune.

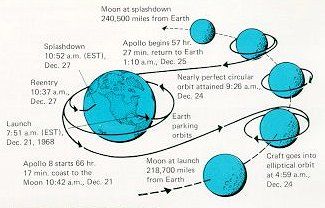
Profil de mission d'Apollo 8, première mission habitée à orbiter autour de la Lune.
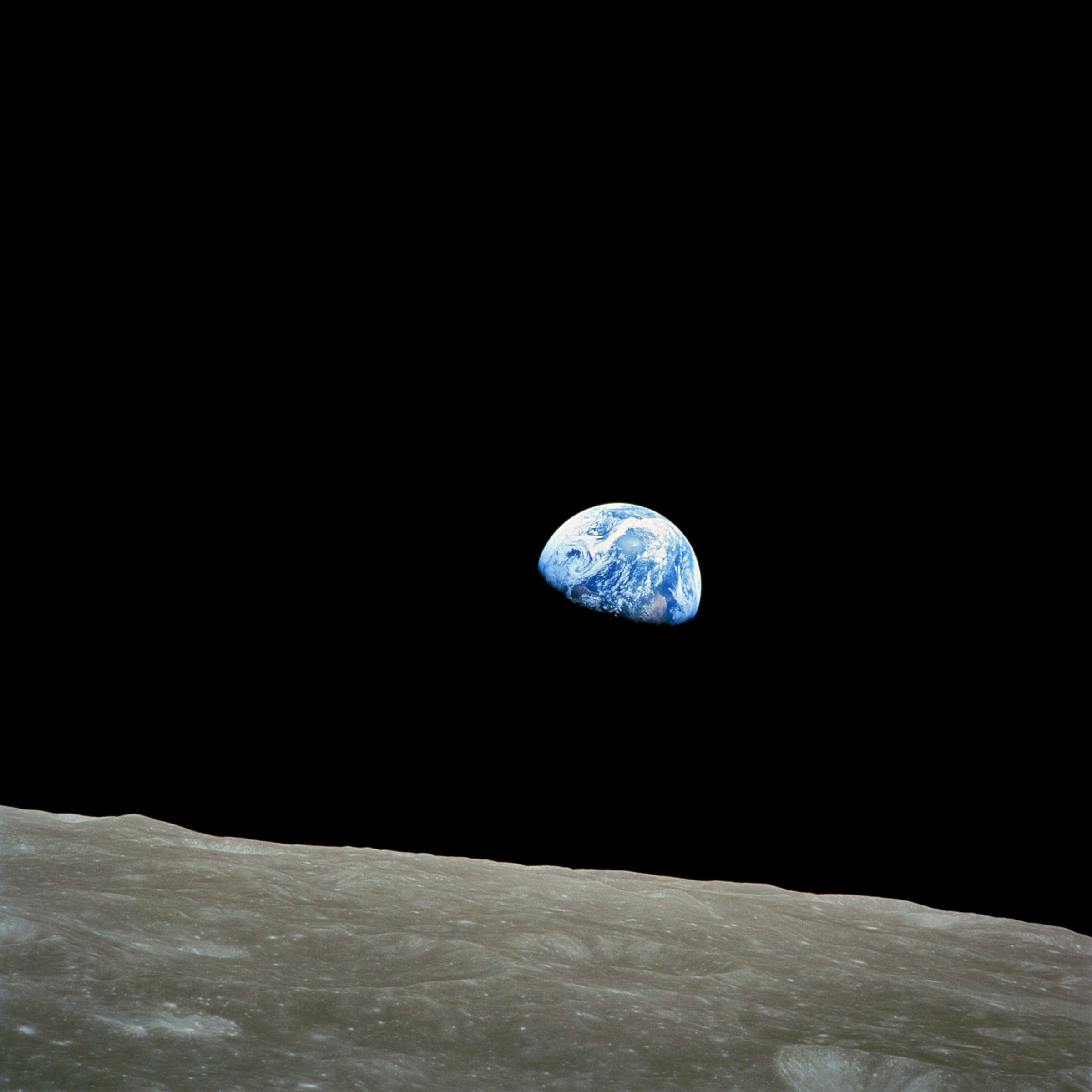
Lever de Terre, photo prise par Bill Anders à bord d'Apollo 8 en orbite autour de la Lune.

## Tableau récapitulatif
| Ordre | Nom              | Date de naissance | Date de décès  | Mission   | Début de la mission | Fin de la mission | Durée de l'EVA sur le sol lunaire |
| ----- | ---------------- | ----------------- | -------------- | --------- | ------------------- | ----------------- | --------------------------------- |
| 1     | Frank Borman     | 14 mars 1928      | 7 nov. 2023    | Apollo 8  | 21 déc. 1968        | 27 déc. 1968      | -                                 |
| 2     | William Anders   | 13 oct. 1933      | 7 juin 2024    | Apollo 8  | 21 déc. 1968        | 27 déc. 1968      | -                                 |
| 3     | James Lovell     | 25 mars 1928      | 7 août 2025    | Apollo 8  | 21 déc. 1968        | 27 déc. 1968      | -                                 |
| 3     | James Lovell     | 25 mars 1928      | 7 août 2025    | Apollo 13 | 11 avr. 1970        | 17 avr. 1970      | Alunissage annulé                 |
| 4     | Thomas Stafford  | 17 sept. 1930     | 18 mars 2024   | Apollo 10 | 18 mai 1969         | 26 mai 1969       | -                                 |
| 5     | John Young       | 24 sept. 1930     | 5 janv. 2018   | Apollo 10 | 18 mai 1969         | 26 mai 1969       | -                                 |
| 5     | John Young       | 24 sept. 1930     | 5 janv. 2018   | Apollo 16 | 16 avr. 1972        | 27 avr. 1972      | 20 h 14 min 14 s                  |
| 6     | Eugene Cernan    | 14 mars 1934      | 16 janv. 2017  | Apollo 10 | 18 mai 1969         | 26 mai 1969       | -                                 |
| 6     | Eugene Cernan    | 14 mars 1934      | 16 janv. 2017  | Apollo 17 | 7 déc. 1972         | 19 déc. 1972      | 22 h 03 min 57 s                  |
| 7     | Michael Collins  | 31 oct. 1930      | 28 avr. 2021   | Apollo 11 | 16 juill. 1969      | 24 juill. 1969    | -                                 |
| 8     | Neil Armstrong   | 5 août 1930       | 25 août 2012   | Apollo 11 | 16 juill. 1969      | 24 juill. 1969    | 02 h 31 min 40 s                  |
| 9     | Buzz Aldrin      | 20 janv. 1930     | -              | Apollo 11 | 16 juill. 1969      | 24 juill. 1969    | 02 h 31 min 40 s                  |
| 10    | Richard Gordon   | 5 oct. 1929       | 6 nov. 2017    | Apollo 12 | 14 nov. 1969        | 24 nov. 1969      | -                                 |
| 11    | Charles Conrad   | 2 juin 1930       | 8 juill. 1999  | Apollo 12 | 14 nov. 1969        | 24 nov. 1969      | 07 h 45 min 03 s                  |
| 12    | Alan Bean        | 15 mars 1932      | 26 mai 2018    | Apollo 12 | 14 nov. 1969        | 24 nov. 1969      | 07 h 45 min 03 s                  |
| 13    | Jack Swigert     | 30 août 1930      | 27 déc. 1982   | Apollo 13 | 11 avr. 1970        | 17 avr. 1970      | -                                 |
| 14    | Fred Haise       | 14 nov. 1933      | -              | Apollo 13 | 11 avr. 1970        | 17 avr. 1970      | Alunissage annulé                 |
| 15    | Stuart Roosa     | 16 août 1933      | 12 déc. 1994   | Apollo 14 | 31 janv. 1971       | 9 fév. 1971       | -                                 |
| 16    | Alan Shepard     | 18 nov. 1923      | 21 juill. 1998 | Apollo 14 | 31 janv. 1971       | 9 fév. 1971       | 09 h 22 min 31 s                  |
| 17    | Edgar Mitchell   | 17 sept. 1930     | 4 fév. 2016    | Apollo 14 | 31 janv. 1971       | 9 fév. 1971       | 09 h 22 min 31 s                  |
| 18    | Alfred Worden    | 7 fév. 1932       | 7 fév. 2020    | Apollo 15 | 26 juill. 1971      | 7 août 1971       | -                                 |
| 19    | David Scott      | 6 juin 1932       | -              | Apollo 15 | 26 juill. 1971      | 7 août 1971       | 18 h 34 min 46 s                  |
| 20    | James Irwin      | 17 mars 1930      | 8 août 1991    | Apollo 15 | 26 juill. 1971      | 7 août 1971       | 18 h 34 min 46 s                  |
| 21    | Ken Mattingly    | 17 mars 1936      | 31 oct. 2023   | Apollo 16 | 16 avr. 1972        | 27 avr. 1972      | -                                 |
| 22    | Charles Duke     | 3 oct. 1935       | -              | Apollo 16 | 16 avr. 1972        | 27 avr. 1972      | 20 h 14 min 14 s                  |
| 23    | Ronald Evans     | 10 nov. 1933      | 7 avr. 1990    | Apollo 17 | 7 déc. 1972         | 19 déc. 1972      | -                                 |
| 24    | Harrison Schmitt | 3 juill. 1935     | -              | Apollo 17 | 7 déc. 1972         | 19 déc. 1972      | 22 h 03 min 57 s                  |